# Яйме Перес
Яйме Перес Теллес (ісп. Yaimé Pérez Téllez, нар. 29 травня 1991) — кубинська легкоатлетка, яка спеціалузіється в метанні диска, чемпіонка світу. Учасниця Олімпійських ігор.
На світовій першості-2019 стала здобула звання чемпіонки світу.

## Кар'єра
| Рік              | Змагання                                        | Місце проведення         | Місце            | Дисципліна       | Результат        | Примітки         |
| Представник Куба | Представник Куба                                | Представник Куба         | Представник Куба | Представник Куба | Представник Куба | Представник Куба |
| ---------------- | ----------------------------------------------- | ------------------------ | ---------------- | ---------------- | ---------------- | ---------------- |
| 2010             | Чемпіонат світу серед юніорів                   | Монктон, Канада          | 1                | метання диска    | 56.01 м          |                  |
| 2012             | Іберо-Американський чемпіонат                   | Баркісімето, Венесуела   | 4                | метання диска    | 56.93 м          |                  |
| 2012             | Олімпійські ігри                                | Лондон, Велика Британія  | 30 (кв.)         | метання диска    | 57.87 м          |                  |
| 2013             | Чемпіонат світу                                 | Москва, Росія            | 11               | метання диска    | 60.33 м          |                  |
| 2014             | Континентальний кубок ІААФ                      | Марракеш, Марокко        | 5                | метання диска    | 59.38 м          |                  |
| 2014             | Ігри Центральної Америки та Карибського басейну | Халапа-Енрикес, Мексика  | 2                | метання диска    | 62.42 м          |                  |
| 2015             | Панамериканські ігри                            | Торонто, Канада          | 2                | метання диска    | 64.99 м          |                  |
| 2015             | Чемпіонат світу                                 | Пекін, Китай             | 4                | метання диска    | 65.46 м          |                  |
| 2016             | Олімпійські ігри                                | Ріо-де-Жанейро, Бразилія | 1 (кв.)          | метання диска    | 65.38 м          | [ 6 ]            |
| 2017             | Чемпіонат світу                                 | Лондон, Велика Британія  | 4                | метання диска    | 64.82 м          |                  |
| 2018             | Ігри Центральної Америки та Карибського басейну | Барранкілья, Колумбія    | 1                | метання диска    | 66.00 м          |                  |
| 2018             | Чемпіонати ПАЦАК                                | Торонто, Канада          | 1                | метання диска    | 61.97 м          |                  |
| 2019             | Панамериканські ігри                            | Ліма, Перу               | 1                | метання диска    | 66.58 м          |                  |
| 2019             | Чемпіонат світу                                 | Доха, Катар              | 1                | метання диска    | 69.17 м          |                  |
| 2021             | Олімпійські ігри                                | Токіо, Японія            | 3                | метання диска    | 65.72 м          |                  |